# Château de Schwetzingen
 (décembre 2019).
Le château de Schwetzingen est un ancien palais princier à Schwetzingen en Allemagne situé dans le Land de Bade-Wurtemberg, à proximité des villes de Heidelberg et Mannheim.
Le château était la résidence d'été des électeurs palatins Charles III Philippe et Charles IV Théodore, et c'est d'abord son parc, vaste et aménagé avec beaucoup d'art, qui en fit la notoriété. Outre le parc, qui a conservé très fidèlement son aspect d'origine, le domaine abrite également l'un des rares théâtres du style rococo existant encore au XXIe siècle. Détruit au cours du XVIIe siècle, le château fut rebâti entre 1700 et 1717 dans le style baroque.

## Le château
Le corps de logis actuel fut bâti à l'emplacement d'un ancien château fort. Il en conserve même quelques vestiges de murailles, ce qui explique aussi la légère irrégularité de son plan. La construction du palais, de 1700 à 1750, menée pour l'essentiel par l'architecte Johann Adam Breunig de Heidelberg, fut alors commencée durant le règne de Jean-Guillaume, qui comptait en faire non pas encore une résidence officielle, mais simplement un pavillon de chasse. Pourtant, un jardin, quoique relativement petit, fut aménagé en même temps. Charles III Philippe le garda, tout en l'enrichissant de manière importante. Quand le vaste nouveau jardin de Charles-Théodore commença à exister, dans les années 1750 et 1760, on fit appel à l'architecte lorrain Nicolas de Pigage de Lunéville, qui prépara des plans pour un château neuf qui serait à la hauteur de son environnement. Ce projet ne fut pourtant jamais exécuté, puisqu'en même temps, le gigantesque château de Mannheim allait s'achever, et la reconstruction du château de Benrath contribuait, elle aussi, à la consommation des moyens financiers alors disponibles. Il en résulte que, tel qu'il se présente aujourd'hui, le château est largement éclipsé par la grandeur du parc.
Il subsiste une grande partie des décorations intérieures et de l'ameublement d'origine. Grâce à d'importants travaux de restauration à la fin du XXe siècle, on y trouve plusieurs appartements entièrement aménagés qui, bien que relativement modestes, donnent une idée vive, et très intime, de la vie quotidienne de la cour. Par manque de place, les deux salles d'assemblée ainsi que le théâtre finirent par être implantés dans les deux bâtiments annexes (Zirkelbauten), côté jardin, qui faisaient également office d'orangeries et qui ont été dessinés par Franz Wilhelm Rabaliatti.

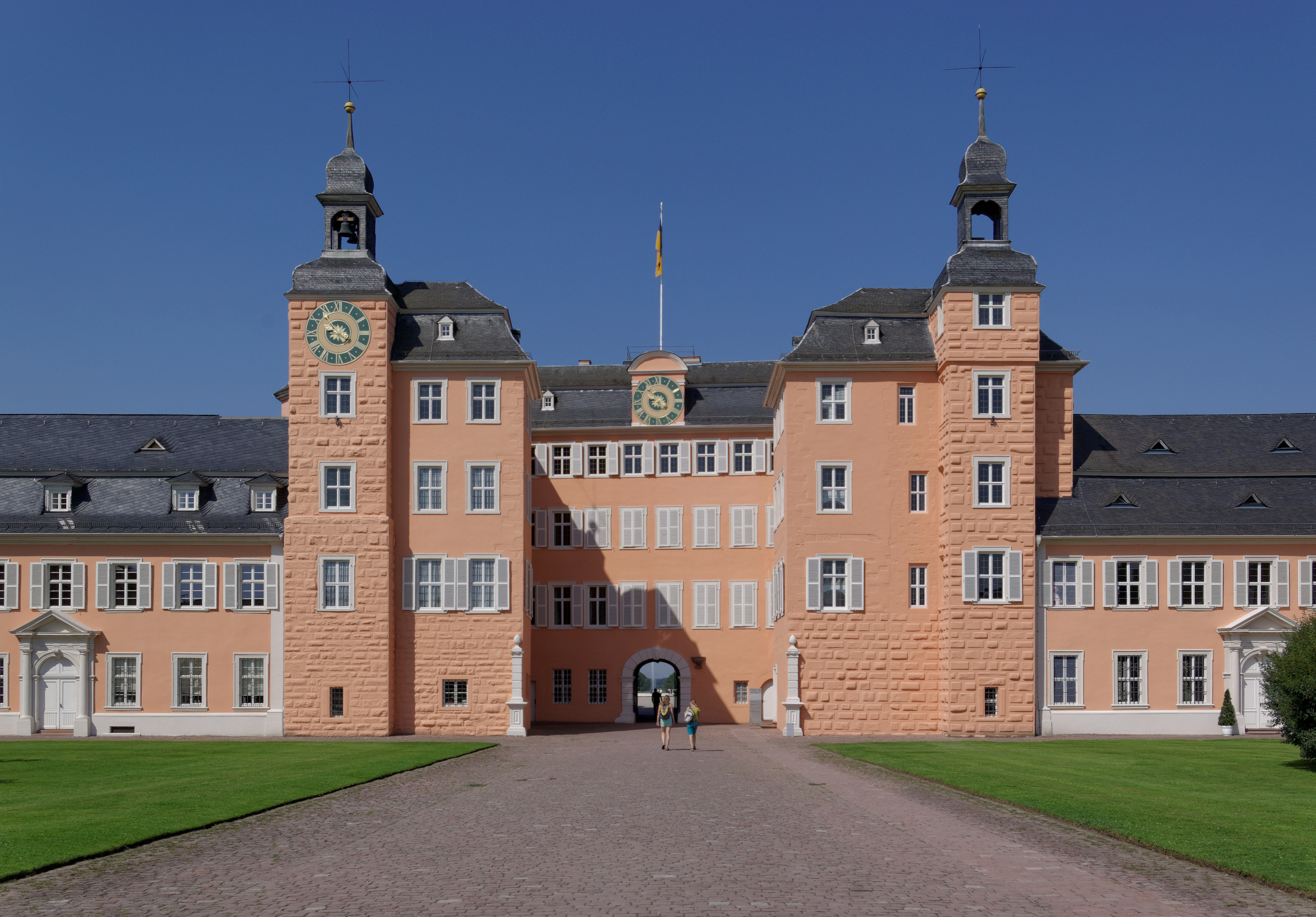
Château de Schwetzingen, côté entrée.
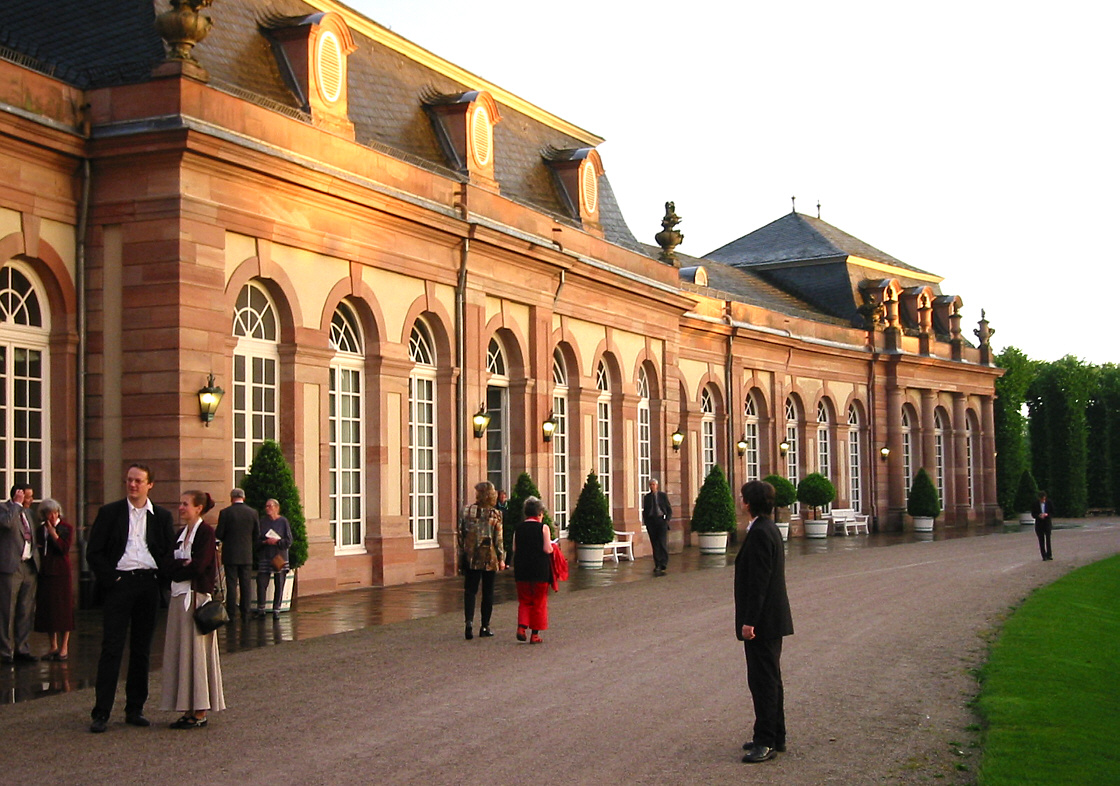
Zirkelbau, orangerie comprenant également des salles d'assemblée.

## Le parc
Le parc couvre 72 hectares. Pendant la seconde moitié du XVIIIe siècle, le style régulier, dit « à la française », fut peu à peu éclipsé par le style dit « à l'anglaise », et les nombreux princes du Saint-Empire ne tardèrent pas à se conformer à cette mode. Le jardin de Schwetzingen constitue peut-être l'un des exemples les plus marquants de ce changement de goût, puisque ses créateurs cherchaient surtout à concilier ces deux styles opposés. Ainsi, les plus anciennes parties du parc gardent leur aspect régulier, mais au fur et à mesure que l'on s'éloigne du château, on traverse des espaces qui intègrent de plus en plus des éléments plus « naturels ». Toutefois, malgré sa diversité stylistique, on prenait soin que le parc forme un ensemble cohérent. Il en résulte que ce parc est parfois considéré comme d'un style intermédiaire, appelé jardin anglo-chinois, alors que par sa diversité même, il dépasse largement les limites de ce style (qui, de toute façon, n'est pas resté en faveur très longtemps, supplanté par le style « anglais » proprement dit).

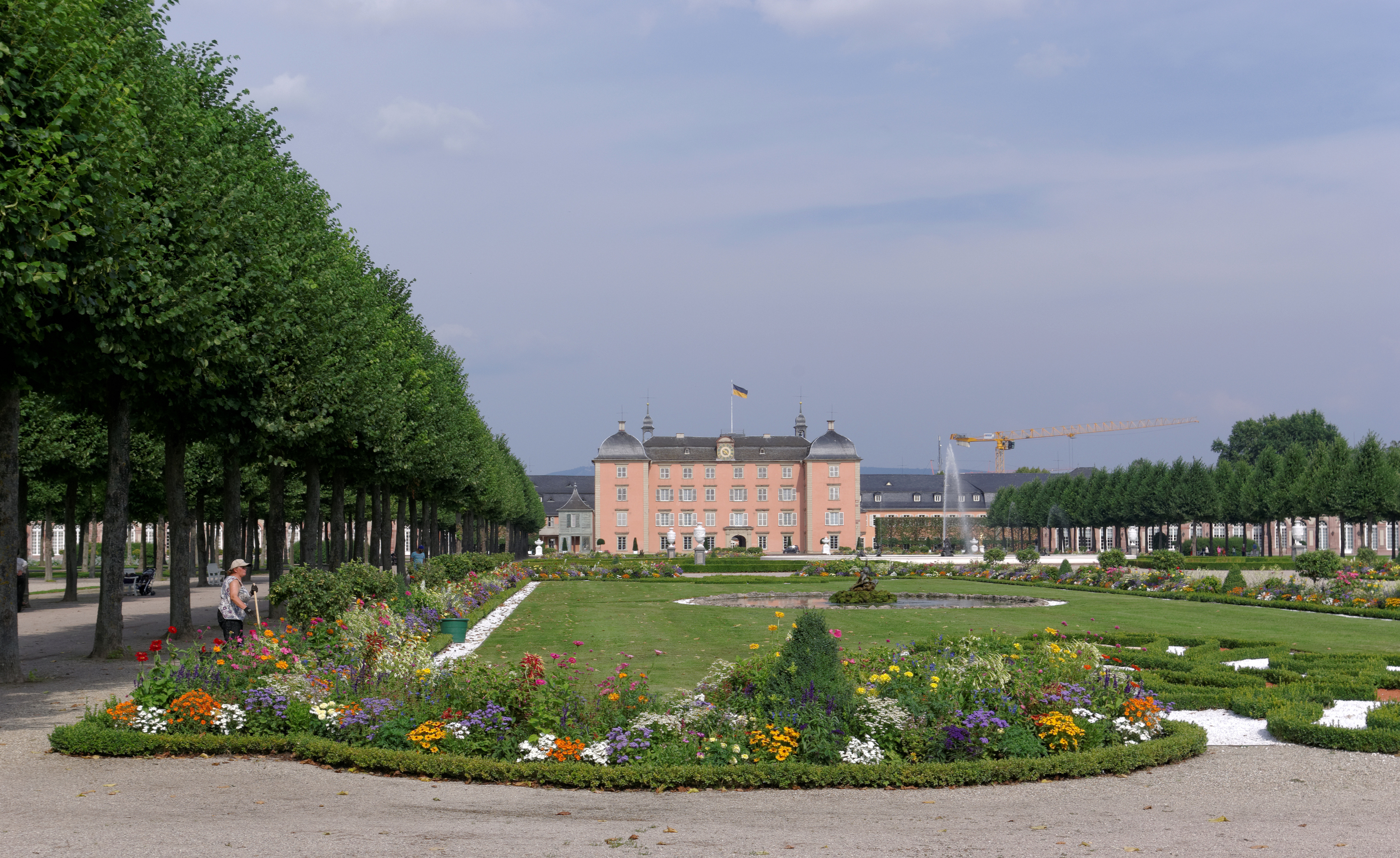
Parterre dans le jardin régulier.
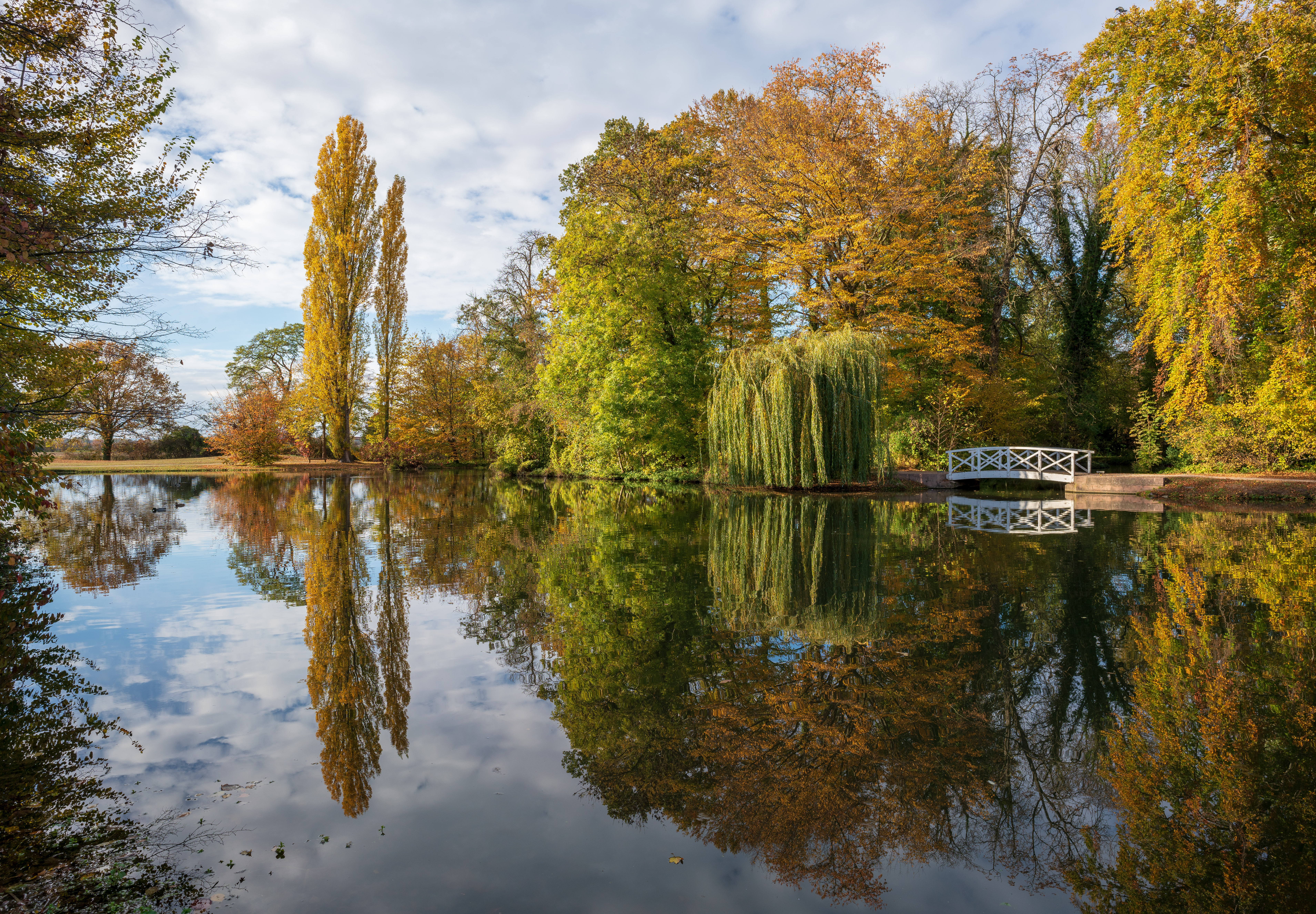
Le grand étang dans le parc du château de Schwetzingen.
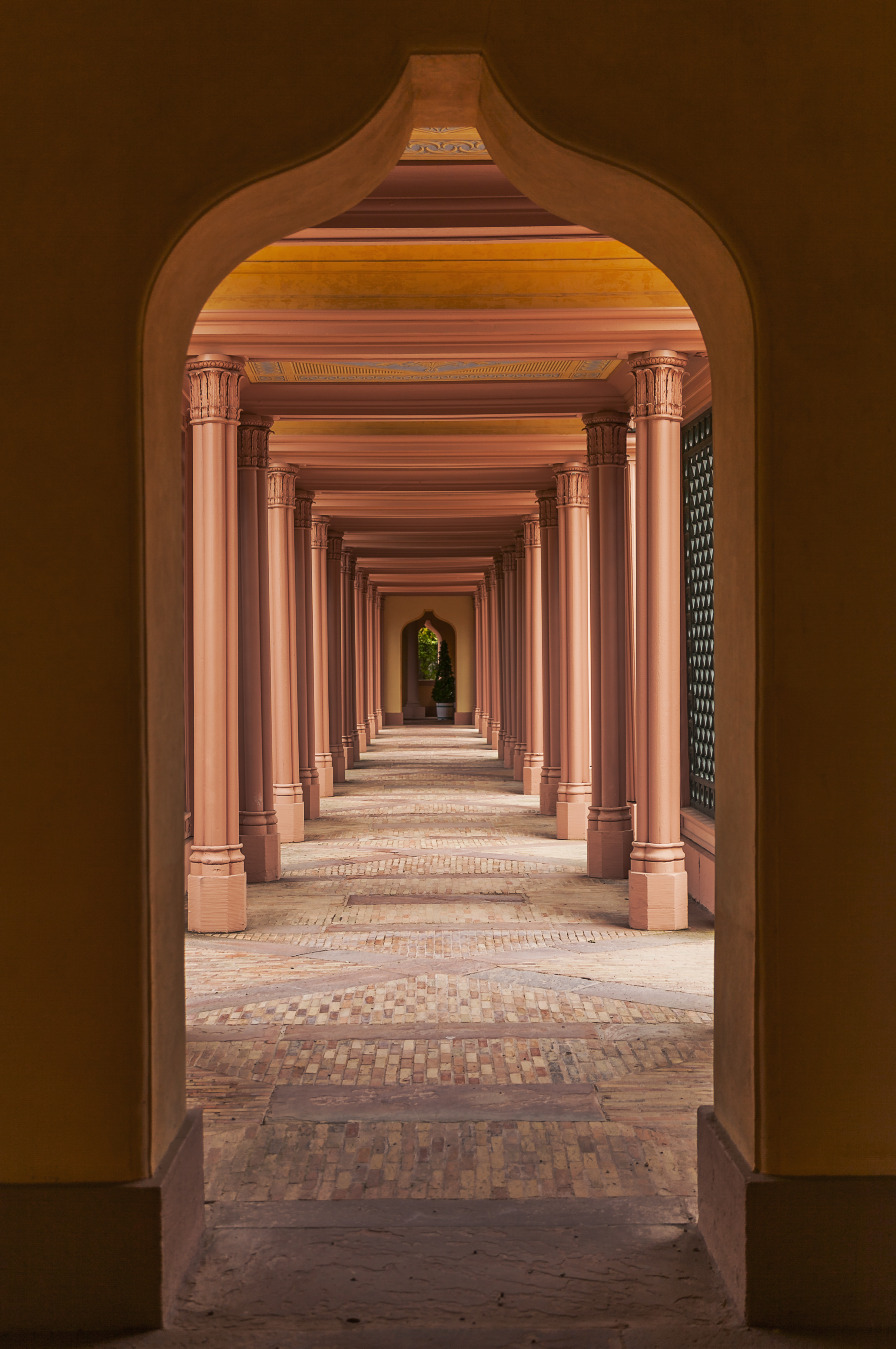
Promenade à colonnade dans le chateau de Schwetzingen.

Un premier dessin, dû au jardinier Petrie de Deux-Ponts, introduisait déjà un élément original qui restera caractéristique du parc de Schwetzingen. Il s'agit du parterre en forme de cercle complet. Sinon, ce plan est de caractère assez conventionnel, voire désuet ; par de nombreux détails, il semble qu'il s'appuie fortement sur les propos de Dezallier d'Argenville dans son livre Théorie et pratique du jardinage. Même s'il n'en profite pas au maximum : le tracé des parterres de broderies[Quoi ?] paraît, bien qu'il soit joli, assez timide si on le compare avec certaines solutions imaginées par d'Argenville.
L'architecte lorrain Nicolas de Pigage modernise le plan et agrandit considérablement le projet. À la différence de son prédécesseur, Pigage est bien au courant des derniers développements stylistiques. La plupart de ses propositions pour Schwetzingen, qui s'étalent sur une vingtaine d'années, peuvent être considérées comme de première qualité pour l'époque. Pourtant, elles ne furent pas toujours mises en œuvre, et le refus du commanditaire (et peut-être aussi de son architecte) de se porter sans réserve vers le nouveau style anglais finit par attirer des critiques sévères (notamment par C. C. L. Hirschfeld). On faisait toujours exception des nombreuses fabriques du parc, en reconnaissance de leur très haute qualité architecturale (Hirschfeld, par exemple, ne leur reprochait que le fait d'être, selon lui, beaucoup trop nombreuses, et trop peu éloignées les unes des autres). Pour les parties ultérieures du parc, qui montrent un style paysager beaucoup plus développé, Pigage allait collaborer étroitement avec Friedrich Ludwig von Sckell.
La statuaire du parc est de qualité assez hétéroclite. Il y a des éléments décoratifs très médiocres, provenant de l'ancien jardin ou même récupérés ailleurs. D'autre part, on y trouve de très belles pièces de Peter Anton von Verschaffelt, entre autres. Une statue de Pan, assis sur un rocher et jouant de sa flûte, fut très appréciée à l'époque. Il s'agit d'une œuvre de Simon Peter Lamine, sculpteur à Mannheim. Une réplique de celle-ci, par le même artiste, sera dévoilée, à peu près vingt ans plus tard, au château de Nymphenburg. La majorité des sculptures dans les parterres, ainsi que certaines pièces déposées ailleurs, proviennent du parc du Château de Lunéville, l'ancienne résidence du roi de Pologne, Stanislas Leszczynski. À la mort de celui-ci, l'inventaire du parc fut vendu aux enchères, au poids. En majorité, il s'agit des œuvres du sculpteur Barthélemy Guibal, que le prince-électeur palatin parvint alors à sauvegarder.

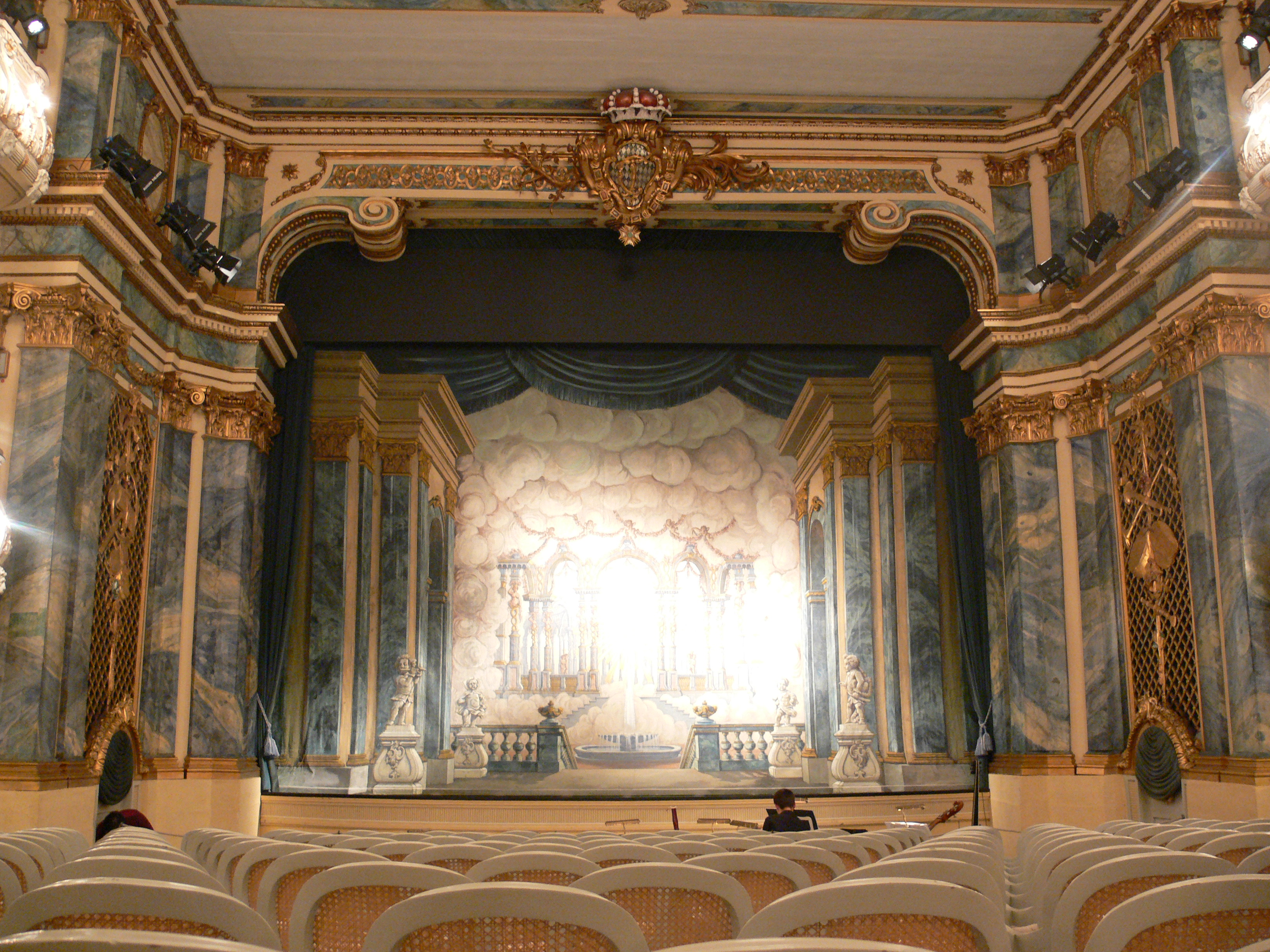
Théâtre de Schwetzingen : la scène.
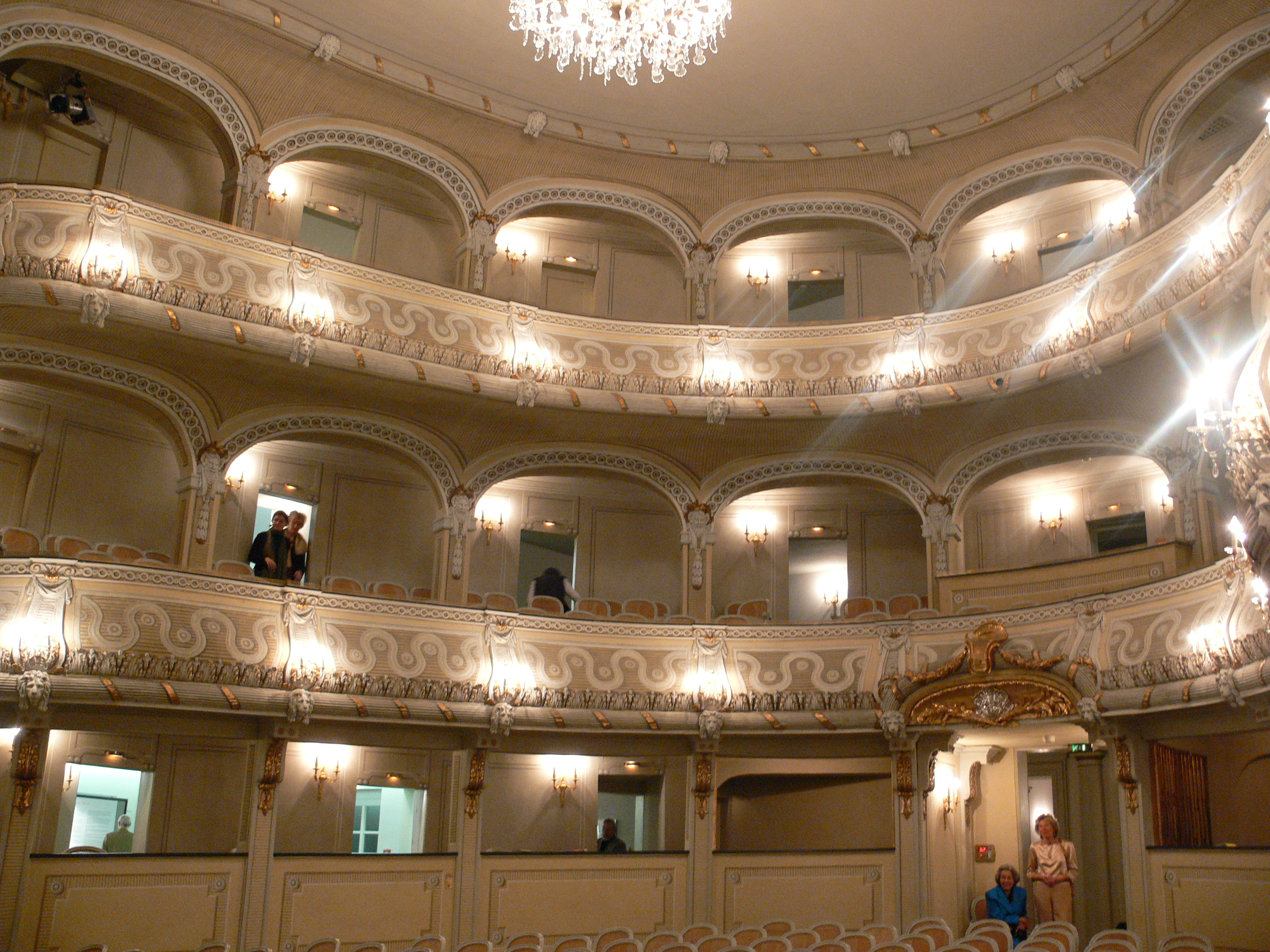
Théâtre de Schwetzingen : la salle.

## La mosquée
La mosquée du parc est le plus ancien bâtiment de style mosquée d'Allemagne. Elle a été construite en 1779-1791 par l'architecte lorrain Nicolas de Pigage pour le prince-électeur du Palatinat. Construit à une époque où le style orientaliste « turc » était à la mode en Allemagne, ce bâtiment n'a pas été pensé pour accueillir des offices religieux, mais servit, malgré tout, à des fins religieuses à différentes époques.
Après de nombreuses années de restauration, la mosquée du parc est de nouveau ouverte au public dans les années 2010.

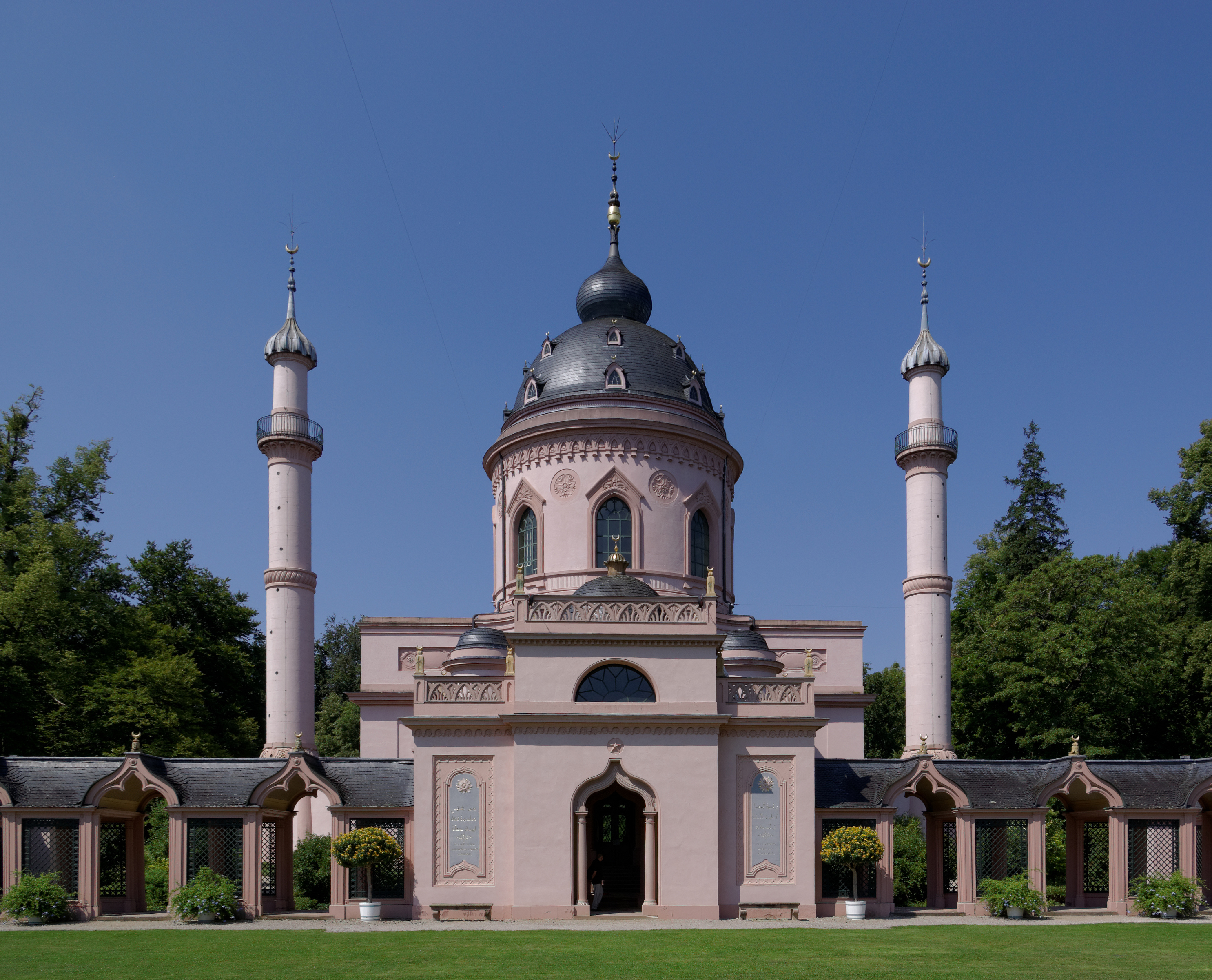
Mosquée de Schwetzingen : façade avant.
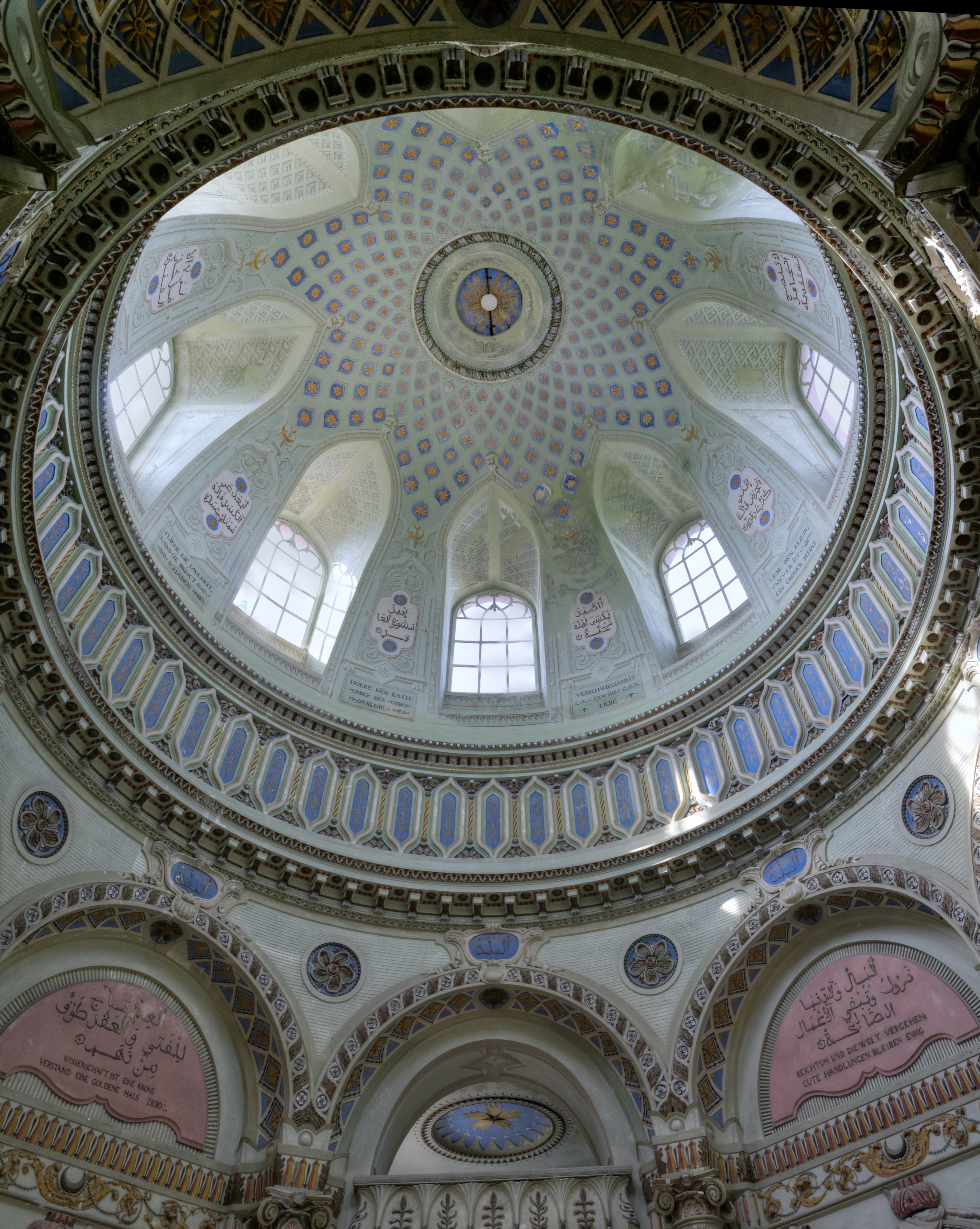
Mosquée de Schwetzingen : Intérieur.
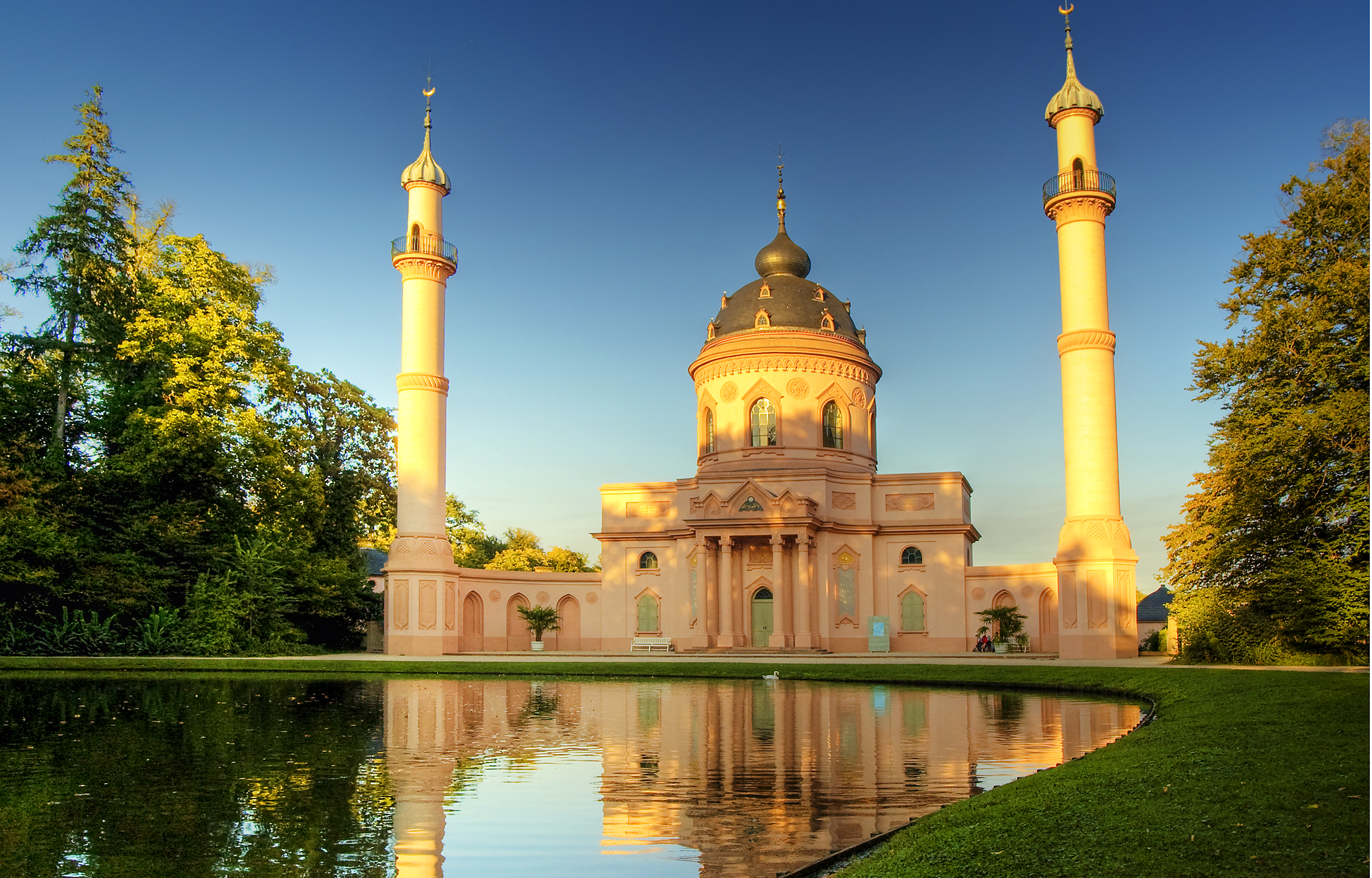
La mosquée dans le jardin paysager.
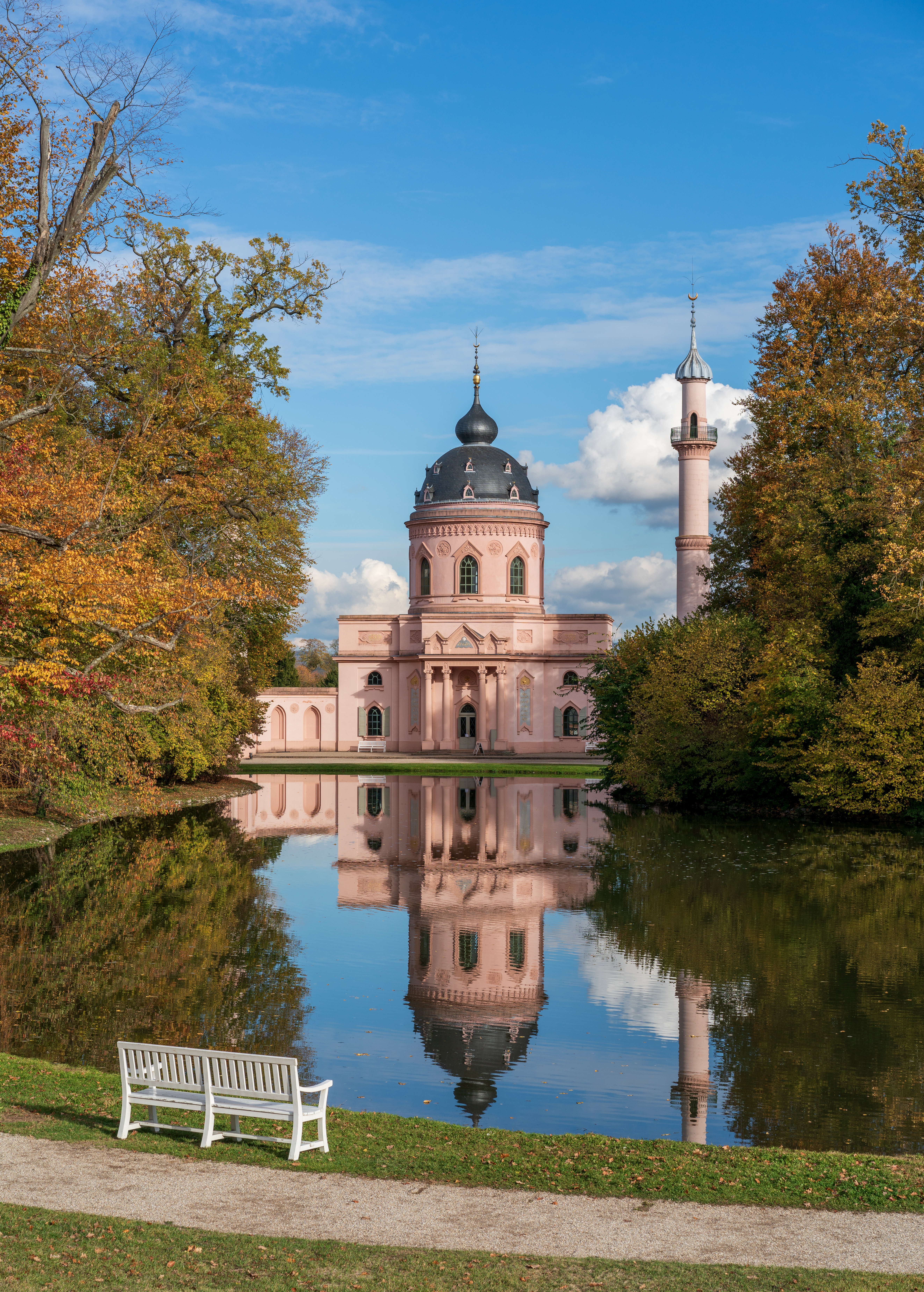
Autre vue de la mosquée rouge.